# Lőrinczi László (író)
Lőrinczi László (Pusztacelina, 1919. január 21. – Settimo San Pietro, 2011. december 18.) erdélyi magyar költő, író, műfordító, szerkesztő. Lőrinczi Ferenc (1884–1953) tankönyvíró fia. Lőrinczi Ferenc (1916–1980) sportszakíró öccse. Lőrinczi László felesége Liana Pasquali hárfaművész volt.

## Életútja
A Református Kollégiumban érettségizett Kolozsvárt (1937), ugyanitt jog- és államtudományi doktorátust szerzett (1941), majd bölcsészeti és közgazdasági tanulmányokat végzett Olaszországban és itthon. Ügyvédjelölt, majd joggyakornok és albíró a kolozsvári törvényszéken (1942–46), az MNSZ művelődésügyi titkára Bukarestben (1946–49), az Állami Könyvkiadó szerkesztője (1949–51), a Romániai Magyar Szó és Művelődési Útmutató alapító munkatársa, nyugalomba vonulásáig az Új Élet bukaresti fiókszerkesztőségének vezetője. 1990-től a bukaresti Valóság munkatársa. Az 1998-ban Olaszországba, Szardínia szigetére költözött.

## Munkássága

### Szépírói munkássága
Első verse az Ifjú Erdélyben jelent meg (1935), ugyanitt egyik erdélyi szálláscsinálója a magyar népi irodalom irányzatának. Versekkel és prózával a Brassói Lapok, Erdélyi Helikon, Korunk, Ellenzék, Keleti Újság, Független Újság, Pásztortűz hasábjain jelentkezett, később az Igaz Szó, Utunk, A Hét, Előre munkatársa. Mint szépíró sajátos útijegyzeteivel tűnt fel, Itáliai napok, Lépések visszhangja, Hazatérés Lucaniából cím alatt megjelent köteteiben olasz, francia, spanyol, szovjetunióbeli, görög élményeit – saját szavaival "egy belső utazás állomásai"-t – eleveníti meg a mindenkori hazai összehasonlítások láttató erejével. Hol Salamon Ernő halálának körülményeit kutatja Ukrajnában (1968), hol a helyszíni nyomozó szenvedélyével vezeti el olvasóit Kuncz Aladár hadifogságának világába (Utazás a Fekete Kolostorhoz) vagy a hajdani betyárélet nyomdokait és peranyagát fedi fel történelmi-társadalmi esszé formájában Rózsa Sándor lóháton és gyalog cím alatt 'A Hét' 1978/45–49, újraközölve Interpress Magazin, Budapest, 1979/6–7). "Könyves révületből" szerzett Mediterrán mondóka című úti emlékezései az ókortól máig kapcsolódó irodalmi légkörben mutatják be az ó- és újkori görög világot (A Hét, 1987/15–23). Folytatásokban jelent meg a Mallorcai cseppek (A Hét, 1988/43) és ugyanitt a Papíruszcsónakon című egyiptomi naplója (1988/44–51).
Már 1957-ben megjelent A szerető című színjátékát Harag György vitte színre. A kolozsvári Magyar Színház számára írt két újabb darabja, A szökés (1986) és egy Galilei-dráma (1988) a diktatúra növekvő szigorának esett áldozatul. Az első "elméleti történet a Fekete Kolostorból"; Kuncz Aladár emlékezéseire épült, s I. felvonását közölte az Igaz Szó (1989/9). A II. és III. felvonását a Korunkból törölte a cenzúra.

### Műfordítói tevékenysége
Jack London: Az utolsó mérkőzés című novelláskötete fordításakor (1954) a Piroska Ferenc álnevet használta.
Románból ültette át magyarba Ioan Slavici novelláit (1954), Francisc Munteanu A feleség című regényét (1955) és Mihail Sadoveanu négy művét. A Nyestfiak regénytrilógia fordításának (1956) nyelvezetéből Kakassy Endre "a krónikás román nyelv messziről jött dallamát" hallja kicsengeni, s eredetiként hat A balta (1960), A parasztkapitány (1969) és az Inasévek (1980) is. Hasonló remeklés George Călinescu (Egy furcsa lány, 1964) vagy Tudor Arghezi (Boldogasszony mosolya, 1972) regényeinek átültetése. A fordító mindenkor kiemelkedik a könyvtárhoz kötött műviségből, közvetlen személyi kapcsolatot teremtve felkutatja a szerzők életkörülményeit, s így tolmácsolása szinte a baráti megjelenítés erejével hat, például Arghezi és Sadoveanu bemutatása esetén. Irodalmi kitekintése olasz fordításaival szélesül ki: Giuseppe Ungaretti, Cesare Pavese, Salvatore Quasimodo verseit, Leonardo Sciascia regényét tolmácsolja. Hozzájárul ehhez az Alberto Moravia, Vasco Pratolini, Carlo Levi, Luigi Pirandello műveinek hazai magyar kiadásaihoz írt irodalmi értékeléseinek sorozata.
Értékes kísérlete Dante Isteni színjátékának pontos, szó szerinti fordítása: így elkészült a Pokol több éneke, ezek részint hazai (Utunk, Korunk, A Hét), részint magyarországi lapokban (Életünk, Népszabadság), valamint a Közvetítő c. gyűjteményes kötetben jelentek meg.
Fordított az orosz, francia, angol, spanyol és okszitán irodalom remekeiből is. Arghezi-Brecht-Quasimodo című többnyelvű antológiát adott ki (1963). Külön Arghezi-kötete: Szomjas vagyok (1980).

### Szerkesztéseiről
Mint szerkesztő kétnyelvű kiadásban jelentette meg Arany János költeményeit (1960), Mihai Gafițával együtt állította össze A román irodalom kis tükre I. kötetét (1961), majd Majtényi Erikkel és Szász Jánossal közösen az Antologia literaturii maghiare I–IV. kötetét (1965–70).

### Újabb élmények feldolgozása
Újabb afrikai utazásai során ismerkedett meg a berberek mint nagy nemzetiség kérdéseivel s ennek az élménynek a feldolgozásán dolgozott (1990-91).

## Köteteiből
- A szerető (színjáték három felvonásban, 1957)
- Itáliai napok (1966)
- Lépések visszhangja (1973)
- Utazás a Fekete Kolostorhoz (1975)
- Hazatérés Lucaniából (Kolozsvár, 1982)
- Közvetítő (esszék, 1987)
- A lehetetlen kísérlet: Pier Paolo Pasolini árnyékában (szerzői kiadás, Settimo San Pietro, 2002)
- Sárból vétettél (regény, Kolozsvár, 2005)
- A Rhapsody fedélzetén (regényes elbeszélés, Kolozsvár, 2006)
- Négylevelű lóhere. Emlékező írások; Concord Media, Arad, 2007 (Irodalmi jelen könyvek)
- Az alázat ünnepei. Válogatott műfordítások; Polis, Kolozsvár, 2010 (Solus eris)
- Szomszédok (regény, Kolozsvár, 2010)
- Üzenetek Erdélybe (esszék és jegyzetek, Kolozsvár, 2010)
- Az alázat ünnepei (válogatott műfordítások, kétnyelvű kiadás, Kolozsvár, 2010)
- Három dráma. A szerető; Kuncz Aladár tanár úr; Contra Galileum (Kolozsvár, 2011)
- Utazás a Fekete kolostorhoz. Irodalomtörténeti riport; 3. bőv. kiad.; Polis, Kolozsvár, 2011 (Solus eris)